# سمفونی شماره ۳ (مندلسون)
سمفونی شماره ۳ (انگلیسی: Symphony No. 3) در گام لا مینور، اپوس ۵۶، شناخته شده با عنوان دیگر یعنی سمفونی اسکاتلندی، یک سمفونی تصنیف شده توسط فلیکس مندلسون، آهنگساز آلمانی است که بین سال‌های ۱۸۲۹ تا ۱۸۴۲ ساخته شد.

## تاریخچه

### ترکیب اثر
الگوی سرودن این سمفونی الهام گرفته از زمان اولین دیدار مندلسون از بریتانیا به سال ۱۸۲۹ بر می‌گردد. پس از یک سری اجراهای موفق در لندن، مندلسون اقدام به یک تور پیاده‌روی در اسکاتلند به همراه دوست خودش کارل کلینگ‌مان نمود. در ۳۰ ژوئیه او به بازدید از خرابه‌های کاخ هولی‌روود در ادینبرو می‌پردازد. همان مکانی که او در نامه‌ای به خانواده‌اش دربارهٔ تأثیر الهام بخش اولیه بر روی این قطعه می‌نویسد

### نخستین اجرا
این سمفونی نخستین بار به سال ۱۸۴۲ و در شهر لایپزیگ و سالن کنسرت گواندهاوس اجرا گردید